# Constricta africana
Constricta africana är en svampart som beskrevs av R. Heim & Mel.-Howell 1965. Constricta africana ingår i släktet Constricta och familjen Agaricaceae.   Inga underarter finns listade i Catalogue of Life.